# Molí del Foix
El Molí del Foix o Molí de Macià és un molí medieval del municipi de Santa Margarida i els Monjos (Alt Penedès). Actualment, és el Centre d'Interpretació Històrica i Natural del Molí del Foix.

## Descripció
Edifici que fou construït com a molí fariner. El cos principal és de planta quadrangular. Consta de dues plantes i soterrani. A la part occidental exterior es poden observar part de les rescloses i la bassa on s'acumulava l'aigua per a impulsar el molí. A l'interior es conserven els arcs diafragma que suporten el sistema de bigues. A la planta baixa és on hi hauria la sala de moles, de planta rectangular de 16 x 5,7 metres, amb volta gòtica construïda en dos tipus de material diferents: la part oriental amb carreus exquadrats (medievals) i la part occidental amb volta de canó pla de (finals del s. XIX). A la planta baixa, comunicant amb el soterrani hi ha una sèrie de forats que formaven part dels mecanismes de funcionament del molí, actualment es poden observar perquè hi ha un vidre que permet passar pel damunt i poder veure'ls a la vegada. Les façanes no són simètriques i estan fetes de maçoneria, excepte a la part soterrània que es pot observar a la cara sud del cos principal, amb les cantoneres de carreus de pedra calcària enquadrat. A la coberta hi ha coronaments de merlets de maó i a la façana lateral dos portals emmarcats en pedra amb arc de mig punt rebaixat. Les façanes d'un cos adossat utilitzen revestiments de fusta.

## Història
Les referències documentals es remunten al segle x, cap a l'any 978, on s'esmenta l'existència d'un molí al terme de Santa Margarida propietat del Monestir de Sant Cugat. Posteriorment, del segle XIII al XIV, el Molí dels Monjos serà propietat del Monestir de Santes Creus. En aquesta època el molí és ja un recinte gran i sòlid amb tres parells de moles. Precisament és en aquest període, concretament l'any 1378, que el molí es començarà a conèixer com el molí dels Monjos.
Tot i la possibilitat que l'origen del molí pugui ser del segle x, la primera constància clara al registre arqueològic és del segle XIII, quan estaria format per un cos de planta baixa i una bassa a la part posterior una mica més elevada. Dins el mateix segle es remodelà i es va fer una terrassa sobre la volta gòtica i una torre quadrangular. El 1829 s'edifiquen nous cossos a l'edifici. S'afegeix un nou espai adossat a la torre i per sobre de la sala de moles per a col·locar el mecanisme de roda vertical. A finals del s. XIX s'instal·la una farinera amb un canvi tecnològic. La volta gòtica es foradà per passar les canalitzacions per on passava el gra i la farina. En aquesta època s'anomena el Molí d'en Macià. Cap als anys trenta del segle XX es transformà en habitatge. Segons el registre de la propietat de 1941 es coneix com la casa Gran, possiblement un annex d'aquesta. A mitjan segle xx, l'edifici deixa d'estar habitat i passa a ser un magatzem vinícola. Es tancaren les escales que anaven al primer pis, es feren canals per al vi al mur est que afectaren els arcs medievals. El 1999 l'Escola Taller municipal practica una remodelació i rehabilitació per a convertir el Molí en un espai d'equipament municipal i els seus voltants en jardí botànic.